# Angelo Narducci
Angelo Narducci (L'Aquila, 17 agosto 1930 – Milano, 10 maggio 1984) è stato un giornalista e politico italiano.
È stato direttore di Avvenire negli anni settanta ed esponente della Democrazia Cristiana al Parlamento europeo (elezioni europee del 1979). Una volta eletto, ha aderito al gruppo parlamentare del Partito Popolare Europeo ed è divenuto membro della Commissione per lo sviluppo e la cooperazione.

## Biografia
Angelo Maria Narducci nasce il 17 agosto 1930 a L'Aquila. Quarto di cinque figli. Il padre Adolfo, maresciallo della Polizia di Stato, e la madre Carmela Mauro, casalinga, gli trasmettono, insieme a don Vincenzo Narducci, fratello del nonno, un grande senso della famiglia e una formazione umana e culturale fondata su solide basi cristiane.
Nel 1946, in occasione del referendum istituzionale, fa libera propaganda per la Repubblica, legge Cronache Sociali e si sente molto vicino ai dossettiani. Nel 1949 si iscrive alla Democrazia Cristiana e fa il suo esordio da giornalista: è corrispondente della cronaca locale per il Giornale d'Italia e scrive su Lo studente d'Italia, Per l'Azione e collabora a Civitas. Conseguita la maturità si trasferisce a Roma, i genitori vorrebbero che faccia l'avvocato, lui, invece, preferirebbe fare filosofia, alla fine sceglie la facoltà di compromesso: scienze politiche. Ma non ha nessuna intenzione di fare né il diplomatico né l'impiegato statale, anche se coltiverà sempre la passione per la politica. A Roma è alloggiato nella pensione-comunità del Porcellino, ovvero quella in cui sono nati i dossettiani, ed è qui che, insieme con Corrado Guerzoni, Franco Maria Malfatti, Bartolo Ciccardini, Franco Salvi e tanti altri, si forma all'attività politica.
Dopo le esperienze professionali in Prospettive Meridionali (1955-1958), mensile di studi e cultura del Mezzogiorno a cura del Centro democratico di cultura e di documentazione, e nella Discussione (1956-1958), settimanale della Democrazia Cristiana; nel 1956 entra ne Il Popolo di Ettore Bernabei, dove, perché ritenuto un letterato, gli viene affidata la cura della terza pagina. Successivamente, diviene notista politico e alla fine redattore capo del giornale. Nel 1966, lascia il giornale della Democrazia Cristiana perché chiamato alla vice direzione de La Gazzetta del Popolo, dove resta fino al giugno 1968 quando Papa Paolo VI lo chiama a far parte del gruppo degli iniziatori di Avvenire.
Narducci è anche un poeta, scrive versi. Le sue poesie le raccoglie in libretti ad uso dei soli amici. Solo una raccolta è pubblicata, nel 1958: Il ragazzo che ero, editore Sciascia, presentazione di Giacinto Spagnoletti. La sua produzione poetica, in totale 85 componimenti, va dagli anni dell'adolescenza fino al 1975, ma il numero maggiore di poesie si addensa in poco più di un decennio, 1952-1964, durante i quali, vivendo a Roma, sente la nostalgia della terra natia, dei sogni dell'età adolescenziale non più realizzabili, degli amici lontani.
È anche un politico. Nel 1979 accetta di candidarsi al primo Parlamento europeo ma restando ai margini della Democrazia Cristiana. L'amico Roberto Formigoni gli assicura il sostegno di Comunione e Liberazione. Eletto con grande consenso di voti, a Bruxelles diviene membro della Commissione per la cooperazione allo sviluppo e capo della delegazione del Partito Popolare Europeo negli organi parlamentari previsti dalla Convenzione di Lomé. Dimostrando, ancora una volta, la sua sensibilità e la sua attenzione per gli ultimi del mondo. Muore a Milano il 10 maggio 1984.

## L'esperienza diAvvenire
Il primo numero del quotidiano cattolico nazionale arriva in edicola il 4 dicembre 1968. Nasce dalla fusione dei due giornali a diffusione interregionale, L'Italia di Milano e L'Avvenire d'Italia di Bologna.
Dopo poco più di dieci mesi di vita, il giornale è affidato a Narducci che lo dirige per quasi undici anni, dal 19 ottobre 1969 al 30 aprile 1980; eletto al Parlamento di Bruxelles passa il testimone ad Angelo Paoluzi. Ma non rinuncia a collaborare da esterno con frequenti articoli fino all'ultimo del 29 aprile 1984, a undici giorni dalla morte.
L'Avvenire di Narducci è una palestra di prestigiosi collaboratori (Raimondo Manzini, Jean Guitton, mons. Dionigi Tettamanzi, Giorgio La Pira, Giuseppe Lazzati, Vittorio Bachelet, Paolo Brezzi, Giuseppe Dalla Torre), autorevoli intellettuali (Giorgio Petrocchi, Mario Pomilio, Valerio Volpini, Luigi Santucci, Giovanni Cristini, Gino Montesanto, Beniamino Dal Fabbro), collaudati professionisti (Gaetano Nanetti, Angelo Bertani, Nicolò Carosio, p. Carlo Cremona, don Claudio Sorgi), giovani talenti (Massimo Franco, Piero Badaloni, Gian Guido Folloni, Angelo Scelzo, Barbara Scaramucci). Un merito non piccolo del quale va dato atto al direttore che è stato capace di essere.
Gli anni della sua direzione erano cominciati un mese prima delle bombe di piazza Fontana, con una serie impressionante di consultazioni elettorali, le regionali del 1970, referendum per l'abrogazione della legge a favore del divorzio, politiche anticipate, altre amministrative, altre politiche; con un mondo sindacale in grande movimento; con tutti gli autunni caldi che ha vissuto il Paese; con il clima di violenza che ha coinvolto molte città italiane. Questo il quadro storico, sommariamente enunciato. Poi la realtà ecclesiale. Due Sinodi, le lacerazioni all'interno del mondo cattolico, dovute a crisi di fede e a crisi politiche (basta ricordare per tutte la crisi delle ACLI e il passaggio di alcuni cattolici, anche autorevoli, nelle liste del Partito Comunista Italiano); il crescere della contestazione all'interno della Chiesa (basta ricordare il caso dell'ex abate Giovanni Franzoni e di monsignor Marcel Lefebvre); la dispersione di tante energie cattoliche o nella indifferenza o nell'intimismo o nel non agire; si pensi ancora all'esplosione della contestazione studentesca con tutto quello che significa di positivo e di negativo. E poi il sequestro e l'uccisione di Aldo Moro, la morte di Papa Paolo VI, la legge a favore dell'aborto e la conseguente battaglia per il referendum abrogativo.
Sin dal primo momento Narducci avvertiva il peso e la responsabilità del proprio ruolo, che svolgeva con dignità e con umiltà. Un'umiltà che però non gli faceva venir meno la voce quando si trattava di richiamare anche gli altri alle loro responsabilità.
Nel dicembre 1970, in una relazione alla Conferenza Episcopale Italiana, Angelo Narducci denunciava disimpegno e dissenso nei confronti di Avvenire da parte del mondo cattolico ed in alcune regioni una attenzione meno organica dell'episcopato. Da questo la decisione di dare vita alla tipografia di Pompei nel 1972 con la stampa di Avvenire in teletrasmissione, il primo quotidiano in Italia ad adottare tale tecnica, consentendo la diffusione capillare e puntuale anche nel Mezzogiorno.
Angelo Narducci, dal 1969 al 1984, fa di Avvenire il filo che lega i cattolici italiani. Un legame che realizza per mezzo delle sole parole. E anche se sono cosa povera le parole in una società che segue i miraggi, con il suo Avvenire dichiarava: «Noi ci ostiniamo a lavorare come artigiani sulla parola, perché sia onesta, perché non tradisca, perché corra, in qualche modo liberante, sulle labbra e nasca da coscienze illuminate, severe, semplici. Non cerchiamo il successo, ma interlocutori. Quella cosa povera che sono le parole vogliamo che sia la nostra grande ricchezza, la grande ricchezza dell'uomo» (Avvenire, 15 novembre 1970).

## I due premi Angelo Narducci
Sin dal 1975 si celebra a Lerici, la città costiera della provincia della Spezia, la Festa di Avvenire in cui, dal 1989, viene assegnato il Premio Angelo Narducci a eminenti personalità della comunicazione e della cultura che si sono distinte nell'anno per una informazione con l'anima per una civiltà dell'amore. La festa nacque per volontà dell'allora parroco don Franco Ricciardi aiutato da un gruppo di laici dediti alla diffusione della buona stampa ed è stata portata avanti ininterrottamente anche grazie al successore don Carlo Ricciardi.
Si svolge l'ultima settimana di luglio nel parco giochi adiacente alla chiesa parrocchiale di San Francesco, il cui programma prevede cene, dibattiti a tema, momenti di approfondimenti, una giornata sacerdotale e una vocazionale; infine, da quando il direttore di Avvenire è scomparso, l'assegnazione del Premio Narducci.
Nel corso degli anni i premiati sono stati: cardinale Ersilio Tonini ed Egidio Banti nel 1989, Gigi De Fabiani (1990), Piero Lugaro (1991), Mario Agnes (1992), Pier Giorgio Liverani (1993), Gianfranco Ravasi (1994), Vittorio Citterich (1995), Luigi Accattoli (1996), monsignor Francesco Ceriotti (1997), monsignor Giuseppe Cacciami (1998), Ettore Bernabei (1999), Mario Agnes (2000), Andrea Riccardi (2001), Pupi Avati (2002), Giuseppe De Rita (2003), Giuseppe De Carli (2004), Gigi De Fabiani (2005), monsignor Giancarlo Maria Bregantini(2006), padre Federico Lombardi (2007), l'ex direttore di Avvenire Dino Boffo (2008), l'attrice Claudia Koll (2009), la psichiatra Wanda Półtawska (2010), lo scrittore Antonio Sicari (2011), l'inviato speciale Luigi Geninazzi (2012).
Altro premio, sempre dedicato a Narducci, è lo Zirè d'oro che viene assegnato a L'Aquila la prima settimana di aprile ogni anno dal 2000. La manifestazione è organizzata dall'Istituto di Abruzzesistica e Dialettologia, e riguarda due sezioni: il premio ai personaggi dell'anno ed il premio letterario nazionale di poesia e narrativa, in lingua e in dialetto. Nell'edizione del 2008 i premi come personaggi dell'anno sono stati assegnati, tra gli altri, alle seguenti personalità abruzzesi, nei rispettivi campi: Ottaviano Del Turco, presidente della Regione Abruzzo (politica), Vittoriano Esposito e Carlo De Matteis (saggistica), Sandro Arduini (arte), Goffredo Palmerini (rapporti con il mondo dell'emigrazione), Francesco Rivera (poesia, alla carriera).
L'edizione 2009 benché dovesse essere l'occasione per ricordare il venticinquesimo dalla scomparsa di Narducci, a causa del terremoto del 6 aprile, non è stata celebrata.